# Irdorath
Irdorath (с англ. — «Ирдорат») — фэнтэзи-фолк группа из Беларуси, исполняющая авторскую, народную и средневековую музыку. Стиль группы имеет благородный мрачный оттенок, а музыка — мощное и необычное звучание за счёт сочетания акустических музыкальных инструментов (таких как волынка, колёсная лира, диджерибон, виолончель и бузуки) и двойного драм-сета. Irdorath делает упор на шоу, используя фэнтези-костюмы, масштабные декорации, атмосферные перформансы, элементы хореографии, неонового и огненного шоу. Интересной является клипография, в которой раскрывается своеобразный аудиовизуальный язык группы. В творчестве прослеживается тема славянской мифологической культуры.

## История
Группа ведет отсчет с 2011 года, когда основатели (ныне супруги) Владимир и Надежда Ирдорат приняли решение о переезде в Минск с целью записи дебютного альбома и развития проекта.
В 2009 году в Гродно Надежда (студентка юрфака) и Владимир (студент колледжа искусств) начали пробовать себя в средневековой музыке, осваивать инструменты, изучать музыкальный материал. Изначально это был уличный дуэт, где Владимир играл на немецкой волынке, а Надежда на давуле. К ним зачастую присоединялись артисты фаер-шоу и танцоры. Были первые пробы выезжать на белорусские фестивали.
Летом 2010 года во время Фестиваля национальных культур в Гродно к коллективу присоединился Виталий Буйвид (струнник), а в октябре группу дополнил барабанщик Павел Шмыга. Последовал ряд поездок на фолк-фестивали Беларуси, Польши и России. Однако такой состав просуществовал только до момента возникновения идеи перевести группу из ранга хобби на новый уровень и создать Irdorath как серьёзный музыкальный проект.
В 2011 году Владимир и Надежда переезжают в Минск. Этот момент считается днём рождения группы Irdorath. К дуэту присоединяется Антон Шнип, вместе с которым они жили и работали над первым альбомом в нефункционирующем пансионате под Минском, в котором происходило строительство историко-культурного центра «Рыцарский замок». Вместе они построили из подручных материалов временную студию, в которой с помощью друзей записали первый альбом. Параллельно музыканты занимались организацией концертной части фестиваля «Белый Замок», проведением культурных мероприятий и тематических вечеринок, провели конкурс огненного искусства Fire Fight, создали музыкальный спектакль «Легенда о Палладине». Вместе с ударником Валерием Приёмко возобновили и усилили концертную деятельность.
1 сентября 2012 года в минском клубе Re:Public прошла презентация дебютного альбома Irdorath под названием Ad Astra (часть крылатого латинского изречения per aspera ad astra — «через тернии к звёздам»). К этому времени группа успела обзавестись собственной эмблемой, на которой изображен дракон, кусающий себя за хвост, и слоганом: «На крыльях дракона вперед к звездам!».
Успех дебютного альбома подтолкнул группу к активному расширению географии выступлений. В последующие два года коллектив отыграл множество концертов как на территории СНГ, так и на концертных площадках Польши, Литвы, Германии и Франции.
25 апреля 2014 года лидеры Irdorath Владимир и Надежда сыграли свадьбу во время сольного концерта в Минске на глазах у поклонников и друзей группы.
В сентябре 2014 года группа с успехом выступила на своём первом большом немецком фестивале — Festival Medieval (Selb, Германия), что послужило толчком к развитию в европейском направлении.
За 2 года состав группы расширился, что позволило использовать большее количество оригинальных инструментов: дудельзак (разновидность средневековой волынки), харди-гарди, виолончель, скрипка, бузуки, диджерибон, варган.
25 января 2015 года Irdorath выпустили свой первый официальный видеоклип As Bas по мотивам белорусской детской считалочки. Видеоклип набрал большую популярность и стал началом развития группы в направлении киноискусства.
1 мая 2015 года группа выпустила второй альбом — Dreamcatcher, запись которого происходила уже в одной из ведущих профессиональных студий Минска — Everest. Группа отпраздновала это событие масштабным сольным концертом со специальной расширенной программой: на сцене одновременно находилось до двенадцати артистов. Одна из композиций альбома — «Быў. Ёсць. Буду» на стихи белорусского писателя Владимира Короткевича — победила в номинации «Песня года» по версии музыкального портала Tuzin.fm.
В 2016 году альбом Dreamcatcher был переиздан на немецком лейбле Miroque music и презентован на крупнейшем готическом фестивале Европы Wave Gotik Treffen. Также группа выпустила свою вторую видеоработу Adde Duas: аллюзию на декаданс конца XIX века на основе стихов из сборника  Carmina Burana. В работе со стилистикой упаднического готического цирка Irdorath ещё раз продемонстрировали свободу от стилистических рамок.
1 сентября 2017 года в минском клубе Re:Public состоялась презентация третьего студийного альбома группы Irdorath — Wild. Официально альбом был выпущен 13 октября 2017 года на немецком лейбле Foxy Records. В альбом вошли десять авторских композиций и бонус-трек. Среди них две инструментальных, пять песен на белорусском языке (включая народную «Купала на Івана», на которую был снят видеоклип), три на английском и 1 на латыни.
Также в 2017 году Irdorath стал первым музыкальным коллективом из Беларуси, выступившим на Wacken Open Air (крупнейший метал-фестиваль Европы). К этому времени группа плотно закрепилась в статусе хэдлайнеров на исторических, фолк и этно фестивалях в СНГ и гастроли по Европе стали набирать оборот.
В 2018 году группа представила клип на композицию Varazheya, в котором снова обратилась к белорусскому фольклору. Историю лесной ведьмы группе удалось наполнить символизмом, мифологическим подтекстом и красивыми визуальными решениями.
В конце 2018 года легендарная немецкая medieval-группа Corvus Corax пригласила Irdorath разделить с ними сцену на традиционном рождественском концерте в Passionskirche (Берлин). Было сыграно 2 шоу подряд.
За 2019 год Irdorath выступил в двенадцати странах Европы (от СНГ до Нидерландов, Бельгии и Словении), преодолев около 40000 км. Также состоялся первый сольный концерт Irdorath в Германии (Мюнхен, Spectaculum Mundi).
2020 год начался с выхода сингла и клипа Serca Rascolata. Это самая серьёзная киноработа Irdorath, наполненная глубиной и драматизмом. В съемках приняли участие родные братья и сестра Владимира Ирдорат. Видеоклип стал дебютной режиссёрской работой Надежды.
Серьёзность тематики единства семьи, внутренней борьбы и очищения от глубинных переживаний не помешала Irdorath сохранить свой фирменный атмосферный визуальный стиль.
Irdorath прошёл путь от уличного шоу в провинциальных городах Беларуси, до серьёзного проекта, выступающего на сценах масштабных европейских фестивалей, со своим фирменным стилем. Группа постоянно развивается, в музыке проявляется всё больше фольклорного подтекста, клипы становятся глубже, а шоу масштабнее (например, в качестве декораций на сцене используются трёхметровые крылья дракона). Ведётся работа над новым проектом, посвящённым славянской мифологии.

## Уголовное преследование (2020—2021)
В августе 2020 года во время протестов участники исполнили песню «Хочу перемен!» группы «Кино» с дудой на марше. Из-за этого на праздновании дня рождения вокалистки Надежды Калач 2 августа 2021 года специальный отряд арестовал 16 человек: музыкантов «Irdorath» и их друзей. Часть людей осудили по административным делам о неподчинении милиции, а Антон Шнип, Надежда и Владимир Калач (Ирдорат), Пётр и Юлия Марченко, Дмитрий Шиманский стали фигурантами уголовного дела по статье 342 УК (организация или активное участие в групповых действиях, которые грубо нарушают общественный порядок). Совместными заявлениями правозащитных организаций, среди которых Правозащитный центр «Весна», Белорусская ассоциация журналистов, Белорусский Хельсинкский комитет, Белорусский ПЕН-центр, все они были признаны политическими заключёнными.

## География гастрольной деятельности

### Некоторые из фестивалей, где выступали Irdorath
- Германия: Wacken Open Air, Wacken Winter nights, Wave Gotik Treffen, Mittelalterlich Phantasie Spectaculum, Festival Medieval, Autumn Moon, Role Play Convention.
- Беларусь: Свята Сонца, Наш Грюнвальд, Калядны фэст, Дударскi фэст, Мстиславский рыцарский фестиваль, Белый замок.
- Россия: Дикая Мята, Выборгский средневековый фестиваль, Купавы Ночь.
- Украина: Стародавний Меджибож, Форпост, Княжий, Ночь в Луцком замке, Тустань, Срібний Татош.
- Литва: Kilkim Zaibu, Mėnuo Juodaragis.
- Румыния: Celtic Transilvania, Cetati transilvania, Bistrita Medievală.
- Польша: Festiwal Mitologii Słowiańskiej, Byczyna — Międzynarodowy Turniej Rycerski.
- Словения: Castle Kolpa, Folkest.
- Италия: Strigarium, Folkest.
- Бельгия: 'Na Fir Bolg.
- Нидерланды: Middeleeuws Winschoten.
- Австрия: Ritterspiele Ehrenberg.
- Чехия: Hradecký slunovrat.
- Сербия: Battle of the Nations.

## Состав группы

### Действующий состав
- Владимир Ирдорат — вокал, волынка, диджериду, раушпфайф, варган.
- Надежда Ирдорат — вокал, волынка, колёсная лира, раушпфайф, клавиши.
- Алексей Половченя — ударные, перкуссия.
- Александра Алексюк — виолончель.
- Вениамин Щербаков — ударные, перкуссия.

### Бывшие участники
- Виталий Буйвид — струнные.
- Павел Шмыга — ударные.
- Антон Шнип — струнные, ударные.
- Валерий Приёмко — ударные.
- Пётр Марченко — струнные.
- Юлия Витень — скрипка.
- Анастасия Филлипенко — виолончель.
- Александр Михалёв — струнные.

## Дискография

### Студийные альбомы
- Ad Astra (2012)
- Dreamcatcher (2015)
- Wild (2017)

### Видеоклипы
- As Bas (2015)
- Adde Duas (2016)
- Kupala na Ivana (2017)
- Varazheya (2018)
- Serca Raskolata (2020)